# エドワード・ワズワース

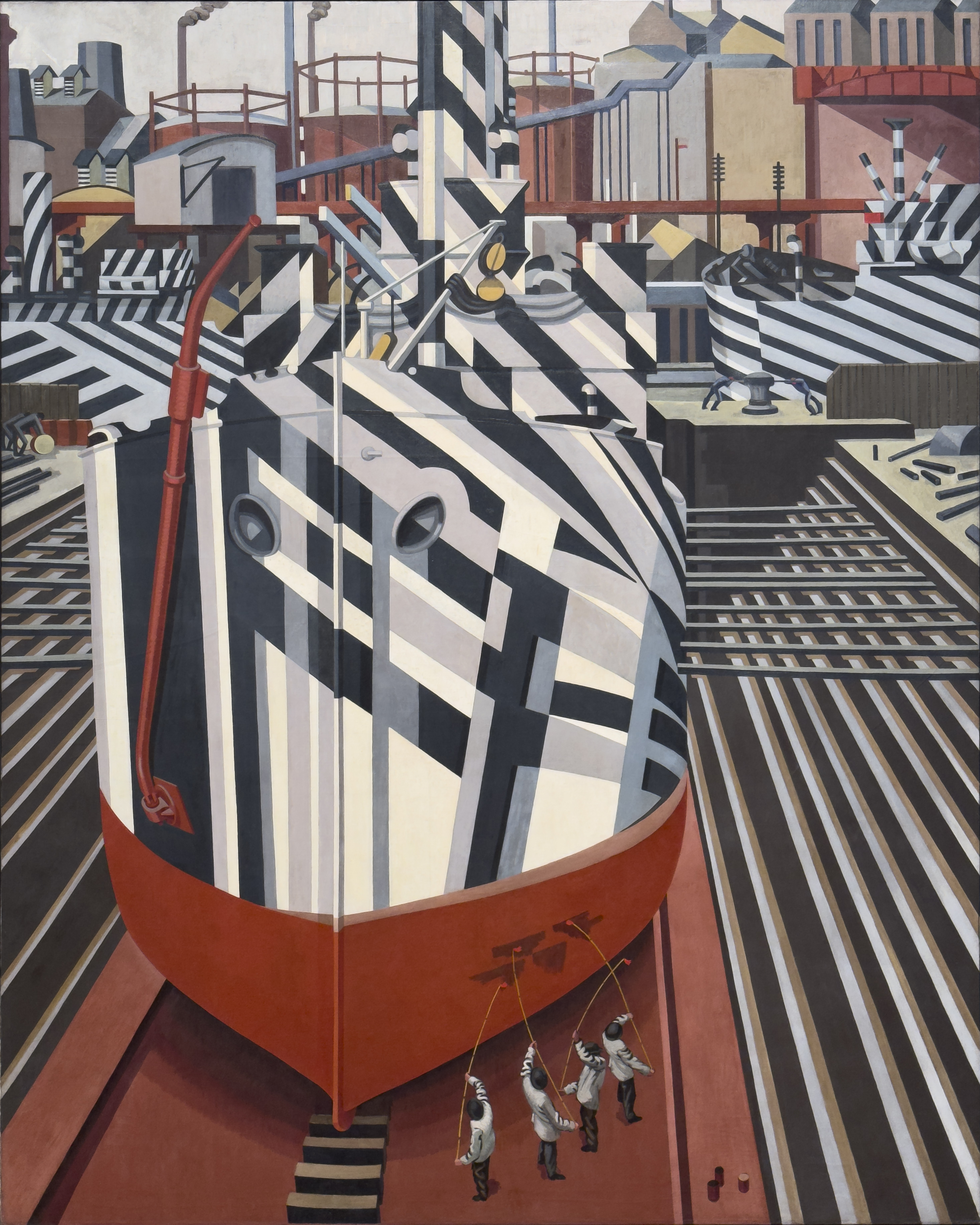
『Painting of Dazzle-ships in Drydock at Liverpool』ダズル迷彩の艦船（1919年）

エドワード・アレクサンダー・ワズワース（英語: Edward Alexander Wadsworth 1889年10月29日 - 1949年6月21日）は、イギリスの画家。

## 略歴
ウェスト・ヨークシャーのクレックヒートンで生まれた。エディンバラで学んだ後、1906年からミュンヘンで工学を修めるかたわら余暇に画家ハインリヒ・クニルの画塾で絵画を学んだ。イギリスに戻ってウェスト・ヨークシャーの工芸学校に通い、ロンドンのスレード美術学校に移った。同時期の学生にのちのスタンリー・スペンサー卿ほか、 C・R・W・ネヴィンソン、マーク・ガートラー、ドーラ・キャリントン、デビッド・ボンバーグらがいた。
1912年にロジャー・フライらの主催する第2回ポスト印象派展（ロンドン）に出展したが、やがてヴォーティシズムを組織する画家のパーシー・ウインダム・ルイスと友人になると「未来派」の展覧会にも作品を出した。1913年には未来派の製作者フィリッポ・トンマーゾ・マリネッティ（イタリア）と会うが、イギリスの芸術家の多くは高慢なこの人物に幻滅したとされる。1914年7月までルイスらのグループに属してヴォーティシズムの設立宣言の署名人に加わると、その宣言が機関紙『BLAST』に公表された33日後に第一次世界大戦が始まる。ヴォーティシズムの展覧会の準備が続く間に、賛同者の戦死などがあった。
ワズワースはイギリス海軍予備部隊に配属されると、やはり画家のノーマン・ウィルキンソンとともに艦船のを迷彩する「ダズル迷彩」の開発に参画する。1917年に除隊するまでの間に200隻以上の軍用船の塗装を監督した。

1920年代から1930年代にはシュルレアリスムに向かった。ワズワースのこの時期の作品にはピエール・ロワ風の、単純にものを組み合わせた風景の中に奇妙な感興を滑り込ませるものがある。ただフランスのシュルレアリスムとは異なり、海を舞台とする作品も多く「海のシュルレアリスム」と呼ばれる作品群がある（後述）。これは第一次大戦中に軍艦の迷彩を指導したことと無関係ではないとされる。

## 日本の書籍で見られるワズワースの作品
- 「沖合い」ブリストル美術館所蔵（1935年、テンペラ、パネル、89cm × 64cm）[5]
  - 「海のシュルレアリスム」に相当する作品。
- 「明朝」個人蔵（1929年-1944年、板にテンペラ、76.2cm × 64cm）[6]
  - 「海（辺）のシュルレアリスム」と呼べる作品。

## 主な著作
- Wadsworth, Edward (1974). Colnaghi Oriental (Firm). ed (英語). Edward Wadsworth 1889-1949 : paintings drawings and prints. P. & D. Colnaghi. NCID BB22317646
- Wadsworth, Edward; Lewison, Jeremy; Causey, Andrew; Cork, Richard; Fauchereau, Serge (1990). Arkwright Arts Trust; Bradford Art Galleries and Museums. eds (英語). A genius of industrial England : Edward Wadsworth 1889-1949. Arkwright Arts Trust, Bradford Art Galleries and Museums. ISBN 0950553271. NCID BD0202227X
- Wadsworth, Edward; Black, Jonathan (2005) (英語). Edward Wadsworth : form, feeling and calculation : the complete paintings and drawings. Philip Wilson Publishers. ISBN 9780856676031. NCID BD01828721

### 関連資料
発行年順。
- Black, Jonathan (2004). Estorick Collection; Whitworth Art Gallery. eds (英語). Blasting the future! : vorticism in Britain, 1910-1920. Philip Wilson. ISBN 0856675725. NCID BA68495598
- Walsh, Michael J. K. (2010) (英語). London, modernism, and 1914. Cambridge University Press. ISBN 9780521195805. NCID BB02370180
- Antliff, Robert Mark; Greene, Vivien; Edwards, Paul; Gaudier-Brzeska, Henri; Epstein, Jacob, Sir; Bomberg, David (2010) (英語). The vorticists : manifesto for a modern world. Tate. ISBN 9781854378859. NCID BB04761633
- Rennie, Paul, ed (2010) (英語). Modern British posters : art design and communication. Black Dog. ISBN 9781906155971. NCID BB03361888
- Clarke, Jay A. (Jay Anne); Black, Jonathan Sterling; Francine Clark Art Institute, eds (2015) (英語). Machine age modernism : prints from the Daniel Cowin collection. Clark Art Institute, Yale University Press (distributor). ISBN 9780300211665. NCID BB19179249
- Farrell, Jennifer; Forrester, Gillian; Mustalish, Rachel (2021) (英語). Modern times : British prints, 1913-1939. The Metropolitan Museum of Art. ISBN 9781588397393. NCID BC09772543